# Incidente en la planta química de Sumijimprom
El Incidente en la planta química de Sumijimprom fue un incidente que ocurrió el 21 de marzo de 2022 durante la batalla de Sumy, en la que un ataque aéreo ruso dañó uno de los tanques de amoníaco en la fábrica de fertilizantes de Sumykhimprom, contaminando la tierra dentro de un radio de 2,5 km, incluidas las aldeas de Novoselytsya (Óblast de Sumy) y Verkhnya Syrovatka. Debido a la dirección del viento, la ciudad de Sumy no se vio afectada en gran medida a pesar de su proximidad a la fuga.

## Antecedentes
Dos días antes de la filtración, Mijaíl Mizintsev, el jefe del Centro de Gestión de la Defensa Nacional de Rusia afirmó que los nacionalistas ucranianos estaban planeando un ataque químico de bandera falsa en Sumy. Mizintsev, alegó el 19 de marzo que se habían colocado minas en instalaciones de almacenamiento de productos químicos en la planta para envenenar a los residentes en caso de que las tropas rusas avanzaran hacia la ciudad. También alegó que una escuela secundaria fue saboteada de manera similar en Kotlyarovo, óblast de Mikolaiv.

## Fuga
La fuga se informó por primera vez alrededor de las 4:30 a. m. hora local del 21 de marzo de 2022 en la planta química de Sumykhimprom, ubicada en los suburbios de Sumy.